# Bernhard Ulrich (Forstwissenschaftler)
Bernhard Ulrich (* 17. März 1926 in Herrenberg; † 14. Oktober 2015 in Bösinghausen bei Göttingen) war ein deutscher Forstwissenschaftler, Bodenkundler und Ökosystemforscher. Mit seinen Forschungen im Solling-Projekt leistete er Pionierarbeit auf dem Gebiet der terrestrischen Ökosystemforschung in Deutschland. Aufgrund der Ergebnisse der Stoffhaushaltsmessungen, die er im Solling durchführte, warnte Ulrich 1979 als erster Wissenschaftler vor einem bevorstehenden Absterben der Wälder durch die menschlich verursachte Luftverschmutzung und war damit wesentlich an der Auslösung der Waldsterbens-Debatte beteiligt, die in der Bundesrepublik in den 1980er Jahren intensiv geführt wurde.

## Lebensweg
Ulrich wuchs in Herrenberg auf, einer schwäbischen Stadt in der Nähe Stuttgarts. Nach Ende des Zweiten Weltkrieges, an dem er nur kurz teilgenommen hatte, studierte er an der Universität Hohenheim in Stuttgart-Hohenheim Landwirtschaft und promovierte dort von 1950 bis 1953 zum Dr. agr. 1953 wurde er Assistent des renommierten Bodenkundlers Fritz Scheffer am Institut für Agrikulturchemie und Bodenkunde der landwirtschaftlichen Fakultät der Universität Göttingen. 1960 habilitierte er. 1962 wechselte Ulrich an die Forstliche Fakultät der Universität Göttingen und wurde Assistent des forstlichen Bodenkundlers Walter Wittich. 1965 übernahm er dessen Lehrstuhl und die Leitung des Instituts für forstliche Bodenkunde und Waldernährung. Von 1984 bis 1991 war er geschäftsführender Direktor des Forschungszentrums Waldsterben/Waldökosysteme (1987 Umbenennung in Forschungszentrum Waldökosysteme). 1991 wurde er emeritiert. Er wohnte in Bösinghausen bei Göttingen. Ulrich starb am 14. Oktober 2015 im Alter von 89 Jahren.

## Solling-Projekt und Waldsterbensdebatte
Das sogenannte Solling-Projekt war ein großes interdisziplinäres Ökosystemforschungsprojekt, das im deutschen Mittelgebirge Solling angesiedelt war. Es lief zunächst von 1966 bis 1973, einzelne Projekte und Messreihen wurden jedoch weit über diesen Zeitraum hinaus fortgesetzt. Ulrich koordinierte in diesem Projekt die Untersuchung der abiotischen Einwirkungen auf die Ökosysteme und führte modernste Stoffhaushalts-Messungen durch.
Dabei gelangte er zu der Erkenntnis, dass auch im Solling, der als relativ unbeeinflusst galt, große Mengen an menschlich verursachten Luftverunreinigungen wie Schwefeldioxid und Stickoxide eingetragen werden. Aufgrund seiner Messungen stellte er 1979 die Prognose auf, dass in den nächsten Jahren in Deutschland großflächig Wälder absterben werden.
Andere Wissenschaftler wie der Forstwissenschaftler Peter Schütt sowie die Massenmedien griffen Ulrichs Warnungen rasch auf. Eine Titelstory im Spiegel sorgte im November 1981 dafür, dass das Thema, das inzwischen Waldsterben genannt wurde, öffentlich breit diskutiert wurde. In diesem Artikel wurde Ulrich mit der Prognose zitiert, dass die ersten großen Wälder bereits in fünf Jahren absterben werden. Ulrich war in der Waldsterbensdebatte der 1980er Jahre einer der prominentesten und gefragtesten wissenschaftlichen Experten und sprach sich wiederholt für bessere Luftreinhaltung und einen verbesserten Umweltschutz aus.
Heute ist umstritten, inwiefern die wissenschaftlichen Warnungen vor einem Waldsterben berechtigt waren. Einige Kommentatoren werfen den Wissenschaftlern vor, mit ihren Warnungen vor einem Waldsterben unnötig Ängste geschürt zu haben. Genauso gibt es aber auch Stimmen, die Ulrichs engagiertem Auftreten in der Waldsterbensdebatte und seinem Einsatz für eine Verbesserung des Umweltschutzes Respekt zollen; dies drückt sich auch in den vielfachen Ehrungen und Auszeichnungen aus, die Ulrich erhielt. 2015 sagte er über die Waldsterbensdebatte der 1980er Jahre: „Die Lautstärke der Medien hätte nicht so groß sein müssen.“ Er sei aber „immer auf dem Boden der Fakten geblieben.“

## Ehrungen und Auszeichnungen
Von verschiedenen Seiten wurden Ulrich Ehrungen für seine wissenschaftlichen Leistungen und sein umweltpolitisches Engagement zuteil. 1988 erhielt er den Marcus-Wallenberg-Preis sowie das Bundesverdienstkreuz 1. Klasse, 1991 den Niedersachsenpreis. Zum Ehrendoktor wurde er 1987 von der Eidgenössischen Technischen Hochschule Zürich sowie 1994 von der TU Dresden ernannt.
1982 erhielt Ulrich den GEO-Umweltpreis, 1990 die Goldene Ehrennadel der Schutzgemeinschaft Deutscher Wald. Die Deutsche Bundesstiftung Umwelt verlieh ihm 1997 den Deutschen Umweltpreis; mit dem Preisgeld stiftete er einen Göttinger Preis für Waldökosystemforschung. Die Deutsche Bodenkundliche Gesellschaft ernannte ihn zum Ehrenmitglied.

## Ausgewählte Schriften
- Schnelle Bestimmung der Kationensorptionskapazität und Beiträge zu ihrer Anwendung in der Bodenuntersuchung und Bodengenetik. Dissertation. Landwirtschaftliche Hochschule, Hohenheim 1953.
- Boden und Pflanze: Ihre Wechselbeziehungen in physikalisch-chemischer Betrachtung. Erweiterte Habilitationsschrift. Göttingen 1961.
- B. Ulrich, R. Mayer, P. K. Khanna: Deposition von Luftverunreinigungen und ihre Auswirkungen in Waldökosystemen im Solling. (= Schriften aus d. Forstlichen Fakultät d. Univ. Göttingen u. d. Niedersächsischen Forstl. Versuchsanst. Band 58). Sauerländer´s, Frankfurt am Main 1979.
- Die Wälder Mitteleuropas: Meßergebnisse ihrer Umweltbelastung, Theorie ihrer Gefährdung, Prognose ihrer Entwicklung. In: Allgemeine Forstzeitschrift. 35 (44), 1980, S. 1198–1202.
- Belastung und Belastbarkeit von Waldökosystemen mit Luftverunreinigungen. In: Allgemeine Forst- und Jagdzeitung. 154 (4/5), 1983, S. 76–82.
- Process Hierarchy in Forest Ecosystems: An Integrative Ecosystem Theory. In: D. L. Godbold, A. Hüttermann (Hrsg.): Effects of acid rain on forest processes. Wiley-Liss, New York u. a. 1994, S. 353–398.
- The history and possible causes of forest decline in central Europe, with particular attention to the German situation. In: Environmental Reviews. 3 (3/4), 1995, S. 262–276.